# آبشار یوناکو
آبشار یوناکو (به لاتین: Yonako Falls) یک آبشار در ژاپن است که در سوزاکا، ناگانو واقع شده‌است.